# Pichiloncoy
Pichiloncoy (ca. 1790 - 8 de julio de 1833) fue un destacado cacique pampa del sur de la provincia de Buenos Aires (Argentina).
Su nombre significa cabeza chica, en el sentido de jefe chico. Se desconoce su origen, y aparece registrado por primera vez en enero de 1820, cuando pidió la libertad de dos sobrinos. Fue uno de los firmantes del pacto de Miraflores, por el que se decretaba la paz entre los blancos y los indígenas. Claro que esa paz tenía un significado distinto para el gobernador Martín Rodríguez, que pretendía ocupar el territorio indígena entre Dolores y Tandil sin permiso de sus ocupantes. A fines de ese año, tras el malón a Salto y Rojas, el gobernador Rodríguez respondió lanzando una campaña de exterminio, no sobre sus autores, sino sobre los indígenas del sur. Pichiloncoy, indignado, se unió a la alianza de caciques de José Miguel Carrera, aunque algunas semanas más tarde accedió a entrevistarse con el comandante de armas provincial, Cornelio Saavedra, lo que demuestra que aún no estaba decidido.
Junto con Ancafilú, Anepán y Juan Catriel atacaron a Rodríguez, que les causó ciento cincuenta bajas, pero se vio obligado a volver a Buenos Aires. Rodríguez envió entonces al coronel Pedro Andrés García a parlamentar con los indígenas, pero a su regreso a la capital se encontró con que el gobernador volvía ya a salir contra los indígenas del sur.
Reunió un gran parlamento en Sierra de la Ventana, en el cual figuraba Pichiloncoy, y pretendió capturar a los caciques. Éstos se dieron cuenta de la treta y contraatacaron, obligando a Rodríguez a retroceder hasta Tandil.
En 1824, Rodríguez lanzó una nueva campaña, en la que no tuvo casi apoyo indígena debido a su tendencia a matar a cualquiera. De todos modos logró hacer una serie de matanzas, que reforzaron la posición de Tandil. Después se firmaron varios tratados más, en casi todos los cuales aparecía el nombre de Pichiloncoy.
Terminado el gobierno de Rodríguez, el presidente Bernardino Rivadavia contrató al coronel Federico Rauch, que lanzó tres campañas de exterminio de indígenas en el sur de Buenos Aires. Entre sus tropas auxiliares se contaban los lanceros de Pichiloncoy. Algunos años más tarde, cuando Rauch se unió al golpe de Estado y la dictadura de Lavalle, acompañó al coronel en toda su campaña, incluyendo la batalla de Las Vizcacheras, en la que el jefe mercenario resultó muerto.
En 1833, durante la campaña de Rosas al Desierto, la gente de Pichiloncoy estaba entre los que el exgobernador decretó que debían ser perseguidos. El general Ángel Pacheco los buscó por todos lados, pero fueron encontrados por Hilario Lagos y Francisco "el ñato" Sosa, que acuchillaron a la gente de lanza, secuestraron a las mujeres y destruyeron lo que no se podían llevar. Pichiloncoy escapó por poco de la matanza y reunió lo que quedaba de su tribu. Pero unos días más tarde, el 8 de julio de 1833, fue alcanzado por el "ñato" Sosa, y todos fueron acuchillados, incluido el cacique Pichiloncoy.